# آمریکایی‌های استونیایی‌تبار
آمریکایی‌های استونیایی‌تبار (استونیایی: Ameerika eestlased) آمریکایی‌هایی هستند که اصالت استونیایی دارند؛ عمدتاً نوادگان کسانی که استونی را پیش از و به ویژه در طول جنگ جهانی دوم ترک کردند. بر اساس نظرسنجی جامعه آمریکا در سال ۲۰۱۳ بیشتر از ۲۷٬۰۰۰ آمریکایی، تمام یا بخشی از اصالتشان به مردم استونیایی می‌رسید؛ در مقایسه، در سال ۱۹۹۰ آمریکایی‌های استونیایی‌تبار ۲۶٬۷۶۲ نفر بودند.